# Jurinea longifolia
Jurinea longifolia (юринея пухка як Jurinea laxa і юринея Пачоського як Jurinea paczoskiana) — вид рослин з родини айстрових (Asteraceae), ендемік України.

## Опис
Багаторічна рослина 30–80 см заввишки. 

## Поширення
Ендемік України.
В Україні вид зростає на пісках — у Степу і Криму.